# Inger Edelfeldt
Inger Edelfeldt, född 14 juli 1956 i Stockholm, är en svensk författare, illustratör och översättare.

## Biografi
Inger Edelfeldt debuterade 1977 och har sedan dess publicerat närmare fyrtio verk i olika genrer: romaner, noveller, poesi samt tidigare även tecknade serier och barn- och ungdomslitteratur, däribland flera egenillustrerade bilderböcker. Hon är parallellt verksam som konstnär, under 1980- och 90-talet mestadels som illustratör, bland annat av Tolkiens verk. Särskilt brukar hennes novellkonst lyftas. I Novellerna (2019) samlas ett urval noveller ur de fem samlingar Edelfeldt har publicerat hittills.
Edelfeldts texter behandlar ofta frågor om identitet, autenticitet, fantasi och konstnärlighet. Inre världar som både tillgång och hinder är ett annat tema. Även hennes kameleontiska inlevelseförmåga, säkra språk och speciella humor brukar nämnas. I några av böckerna är även yttervärlden byggd på fantasi, exempelvis den illustrerade ungdomsboken Missne och Robin (1980) och romanen De som ger sig av (2023).
Edelfeldt har tilldelats ett antal prestigefulla litterära utmärkelser, senast Selma Lagerlöfs litterära pris 2022. 
Bland särskilt uppmärksammade verk kan nämnas debutromanen Duktig pojke (1977), novellsamlingen Den förunderliga kameleonten (1995) och romanen Det hemliga namnet (1999).
Edelfeldt har även skrivit dramatik i samarbete med Teater Giljotin, Stockholm.

## Verklista

### Böcker i urval
- 1977 – Duktig pojke
- 1978 – Hustru (roman)
- 1980 – Missne och Robin (ill. av förf.)
- 1981 – Kärlekens kirurgi (roman)
- 1982 – Juliane och jag (utkom 1995 under titeln Nattens barn)
- 1984 – I fiskens mage
- 1984 – Drakvinden
- 1985 – Breven till nattens drottning
- 1986 – Kamalas bok
- 1987 – Den täta elden
- 1988 – Den kvinnliga mystiken (tecknad serie)
- 1989 – Hondjuret (tecknad serie)
- 1989 – Den förskräckliga lilla mamsellens stol (bilderbok)
- 1991 – Rit (noveller)
- 1992 – Genom den röda dörren eller Sagan om den lilla flickan, Gråtkungen och Lejonpojken (ill. av förf.)
- 1994 – Nattbarn (ill. av förf.)
- 1995 – Den förunderliga kameleonten (noveller)
- 1996 – Stackars lilla Bubben (ill. av förf.)
- 1997 – Betraktandet av hundar (roman)
- 1997 – Ensamrummet
- 1999 – Det hemliga namnet (roman)
- 1999 – Salt (dikter)
- 2000 – Hondjurets samlade värk
- 2001 – Riktig kärlek
- 2002 – Sagan om Ja-trollet och Nej-trollet (bilder av förf.)
- 2003 – Skuggorna i spegeln
- 2004 – Efter angelus (dikter)
- 2004 – Svarta lådan (bok) (roman)
- 2005 – 4 x Edelfeldt (noveller)
- 2006 – Finns det liv på Mars? (roman)
- 2007 – Hemligt ansikte (ungdomsroman)
- 2008 – Namnbrunnen
- 2009 – Hur jag lärde mig älska mina värsta känslor
- 2010 – Samtal med djävulen (roman)
- 2014 – Konsten att dö (roman)
- 2016 – Fader vår (roman)
- 2017 – Kläderna (noveller)
- 2019 – Novellerna (urval av tidigare noveller)
- 2020 - Om snö och guld (roman)
- 2023 - De som ger sig av (roman)
- 2024 - Ett litet bo (roman)

### Bokillustrationer i urval
- Att spela människa av Ursula K. LeGuin; översättning och illustrationer av Inger Edelfeldt, 1977
- Sagan om ringen av J.R.R. Tolkien; omslag av Inger Edelfeldt, 1978
- Sagan om de två tornen av J.R.R. Tolkien; omslag av Inger Edelfeldt, 1978
- Sagan om konungens återkomst av J.R.R. Tolkien; omslag av Inger Edelfeldt, 1978
- Det brutna svärdet av Poul Anderson; svensk översättning och illustrationer av Inger Edelfeldt, 1979
- Rhiannons svärd av Leigh Brackett; omslag av Inger Edelfeldt, 1979
- Silmarillion av J.R.R. Tolkien; omslag av Inger Edelfeldt, 1979
- Den Långa Tystnaden av Wilson Tucker; omslag av Inger Edelfeldt. 1979
- Ringens värld av J.R.R. Tolkien; omslag av Inger Edelfeldt, 1980
- Gillis Bonde från Ham av J.R.R. Tolkien; omslag av Inger Edelfeldt, 1980
- Moa och Pelle: en kärlekshistoria av Kerstin Johansson i Backe; illustrationer av Inger Edelfeldt, 1981
- Sagornas öar: en resa i den grekiska gudavärlden av Enel Melberg; illustrationer av Inger Edelfeldt, 1982
- Sagor från Midgård av J.R.R. Tolkien; omslag av Inger Edelfeldt, 1982
- Arrakis – Ökenplaneten av Frank Herbert; omslag av Inger Edelfeldt, 1982
- Bröllopet i Marsipanien, text: Lena Karlin; bild: Inger Edelfeldt, 1985
- Det var en gång av A. A. Milne; teckningar av Inger Edelfeldt, 1986
- De förlorade sagornas bok av J.R.R. Tolkien; omslag av Inger Edelfeldt, 1986
- Ljugmusen och andra sagor av Ervin Lázár; omslag och illustrationer av Inger Edelfeldt, 1987
- De förlorade sagornas bok II av J.R.R. Tolkien; omslag av Inger Edelfeldt, 1988

## Priser och utmärkelser
- 1987 – Deutscher Jugendliteraturpreis för Breven till nattens drottning[2]
- 1989 – Diplom från Svenska Serieakademin [3]
- 1991 – Svenska Dagbladets litteraturpris [4]
- 1993 – ABF:s litteratur- & konststipendium [5]
- 1995 – Göteborgs-Postens litteraturpris [5]
- 1995 – Nils Holgersson-plaketten[4] för novellen Gravitation (ingår i antologin "Gravitation: berättelser om att bli stor", 1994)
- 1996 – Doblougska priset [4]
- 1996 – Karl Vennbergs pris [6]
- 1997 – Ivar Lo-Johanssons personliga pris [4]
- 1998 – Ludvig Nordström-priset [7]
- 1999 – Gustaf Frödings stipendium [5]
- 2019 - Sigtunastiftelsens författarstipendium
- 2021 – Stina Aronsons pris
- 2022 – Stiftelsen Selma Lagerlöfs litteraturpris

## Källhänvisningar
1. ↑  "Inger Edelfeldt": NE.se .Läst 27 november 2014.
2. ↑  "Deutscher Jugendliteraturpreis". Arkiverad 24 september 2015 hämtat från the Wayback Machine. Ski.kb.se. Läst 27 november 2014.
3. ↑  "Adamson (alfabetiskt)". Arkiverad 19 december 2014 hämtat från the Wayback Machine. Hegerfors.se. Läst 27 november 2014.
4. 1 2 3 4  Aronsson, Lars (2013-01-20): "Inger Edelfeldt ". Runeberg.org. Läst 27 november 2014.
5. 1 2 3  Lena Kjersén Edman (2005): "Inger Edelfeldt". Litteraturbanken.se. Läst 27 november 2014.
6. ↑  "Inger Edelfeldt". Norstedts.se. Läst 27 november 2014.
7. ↑  Sarrimo, Christine: "Edelfeldt, Inger". Nordicwomensliterature.net. Läst 27 november 2014.